# Pierre Schoeller
Pour les articles homonymes, voir Schoeller.
Pierre Schoeller [pjɛʁ ʃølœʁ] est un réalisateur et scénariste français, né en 1961 à Sceaux (Hauts-de-Seine).
Il est le frère du compositeur Philippe Schoeller et le fils de l'architecte Bernard Schoeller.

## Biographie

### Jeunesse et formation
Pierre Schoeller naît en 1961 à Sceaux, dans les Hauts-de-Seine,. Il y grandit avec son frère aîné, Philippe.
À 21 ans, il fréquente l'école nationale Louis-Lumière, à Paris,, pendant deux ans, puis s'inscrit à une formation en scénario à La Fémis.

### Carrière
Après l'école nationale Louis-Lumière, Pierre Schoeller commence sa carrière, en tant que scénariste pour cinéma et télévision pendant quinze ans.

« Pour moi, scénariste et réalisateur, ce sont deux métiers différents, mais ils sont cousins. Ils se parlent. Ce n’est pas la même vie : il y en a un de solitaire et l’autre dont une grande part du travail est dans la collaboration, les échanges. Mais ils voisinent beaucoup et plus qu’on ne le croit. En ce qui me concerne, je redeviens scénariste au moment du montage. »

— Pierre Schoeller.
En 2003, il présente son premier téléfilm Zéro défaut, qu'il a écrit et réalisé pour la chaîne Arte,, dans la programmation ACID du Festival de Cannes.
À la mi-mai 2008, son premier long métrage Versailles, drame social avec Guillaume Depardieu, abordant le thème de la pauvreté dans la société de cette époque, est sélectionné dans « Un certain regard » du Festival de Cannes :

« Le film s’ancre dans un monde de dénuement, de froid et de faim. Mais Versailles, c’est d’abord l’histoire du lien qui se noue entre un homme et un enfant. Ce qui m’intéressait le plus, c’était de montrer comment Damien, un exclu volontaire, fait preuve de forces sociales. (…) Toute la difficulté était d’aborder le thème de la pauvreté, en évitant la déchéance, en développant une belle énergie. Je souhaitais aller vers la sensibilité et l’émotion, être en empathie. »

— Pierre Schoeller.
Début mars 2010, il tourne L'Exercice de l'État, avec les acteurs Olivier Gourmet et Michel Blanc. Ce film est sélectionné, une fois de plus, dans « Un certain regard » du Festival de Cannes en mai 2011. Selon Jacques Mandelbaum, critique du journal Le Monde, le réalisateur y « cerne brillamment la question du pouvoir ». Le réalisateur remporte le prix du meilleur scénario à la cérémonie des César en février 2012.

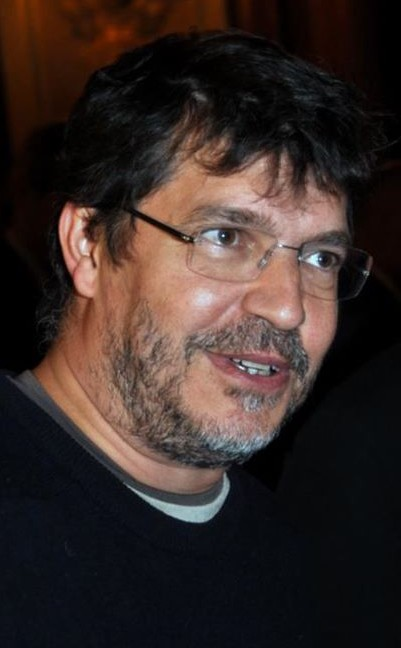
Pierre Schoeller en 2012.

Le 11 mars 2013, son téléfilm Les Anonymes est diffusé sur la chaîne Canal+, dont l'histoire s'inspire de l'assassinat de Claude Érignac, ayant lieu le 6 février 1998, et de l'affaire d'Yvan Colonna à Ajaccio (Corse), et le réalisateur tente « d'être au plus proche de ces hommes, en étant aussi proche de l'action et de ses racines, même émotionnelles. ».
À la mi-juin 2017, il met en scène son troisième long métrage Un peuple et son roi, film historique sur la Révolution française qui dépeint la fin de la société d'Ancien Régime, dont le budget s'élève à 16,9 millions d’euros. Il est présenté, hors compétition, à la Mostra de Venise, le 7 septembre 2018. Avec ce film, le réalisateur « prouve à nouveau qu’il est l’un des plus fins observateurs des systèmes politiques. ».
Début janvier 2022, il prépare son quatrième long métrage Rembrandt (2025), à l'origine avec Sandrine Kiberlain et Mathieu Amalric, avant d'être remplacés par Camille Cottin, à la mi-septembre 2023,, et Romain Duris, à la fin de janvier 2024, pour la société de production, Trésor Films,.
À la mi-avril 2023, il tourne, avec Guillaume Senez, une mini-série de thriller politique, intitulée Dans l'ombre (2024), inspirée du livre éponyme de l'ancien Premier ministre Édouard Philippe et de son acolyte Gilles Boyer, plongeant « dans les coulisses de la sphère politique et la conquête du pouvoir » pour la chaîne France 2.

## Filmographie

### Scénariste

#### Longs métrages
- 1990 : Un amour de trop de Franck Landron (adaptation avec Philippe Le Guay et Pierre Sigwalt)
- 2001 : L'Afrance d'Alain Gomis (adaptation avec Xavier Christiaens, Nathalie Stragier et Marc Wels)
- 2003 : Quand tu descendras du ciel d'Éric Guirado (co-écrit avec Michel Fessler et Éric Guirado)
- 2006 : De particulier à particulier de Brice Cauvin (adaptation avec Jérôme Beaujour et Brice Cauvin)
- 2008 : Versailles de lui-même
- 2011 : L'Exercice de l'État de lui-même
- 2015 : Peur de rien de Danielle Arbid (co-écrit avec Danielle Arbid et Julie Peyr)
- 2018 : Un peuple et son roi de lui-même
- 2025 : Rembrandt de lui-même

#### Courts métrages
- 1984 : Basse Température de lui-même et Olivier Wahl
- 1992 : Deux amis, prélude de lui-même
- 1996 : Une souris verte d'Orso Miret (idée originale)

#### Téléfilms
- 1992 : Les Carnassiers d'Yves Boisset (adaptation avec Philippe Le Guay et Pierre Sigwalt)
- 1999 : De père en fils de Jérôme Foulon
- 2001 : À bicyclette de Merzak Allouache (co-écrit avec Merzak Allouache et Caroline Thivel)
- 2003 : Zéro défaut de lui-même
- 2007 : Carmen de Jean-Pierre Limosin (co-écrit avec Jean-Pierre Limosin)
- 2013 : Les Anonymes - Ùn' pienghjite micca de lui-même (co-écrit avec Pierre Erwan Guillaume)
- 2014 : Le Temps perdu de lui-même (documentaire)[25]

#### Séries télévisées
- 1989 : V comme vengeance (saison 1, épisode 2 : L'Étrange Histoire d'Émilie Albert)
- 1989 : Le Masque (saison 1, épisode 15 La Danse de Salomé)
- 1996 : Regards d'enfance (saison 1, épisode 8 : L'Enfant sage)
- 2000 : Vertiges (saison 1, épisode : Le Plafond de verre)
- 2024 : Dans l'ombre (mini-série ; 6 épisodes)

### Réalisateur

#### Longs métrages
- 2008 : Versailles
- 2011 : L'Exercice de l'État
- 2018 : Un peuple et son roi
- 2025 : Rembrandt

#### Courts métrages
- 1984 : Basse Température (coréalisé avec Olivier Wahl)
- 1992 : Deux amis, prélude

#### Téléfilms
- 2003 : Zéro défaut
- 2013 : Les Anonymes - Ùn' pienghjite micca
- 2014 : Le Temps perdu (documentaire)[25]

#### Série télévisée
- 2024 : Dans l'ombre (mini-série ; 6 épisodes ; coécrit avec Cédric Anger et Lamara Leprêtre-Habib)

## Distinctions

### Récompenses
- Festival du film francophone d'Angoulême 2011 : Valois de la meilleure mise en scène pour L'Exercice de l'État
- Festival international du film francophone de Namur 2011 : Bayard d’Or du Meilleur scénario pour L'Exercice de l'État
- Césars 2012 : César du meilleur scénario original pour L'Exercice de l'État
- Magritte du cinéma 2013 : Magritte du meilleur film étranger en coproduction pour L'Exercice de l'État
- Fipa d'or 2013 : Prix Jérôme Minet pour Les Anonymes

### Nomination
- Césars 2012 : César du meilleur réalisateur pour L'Exercice de l'État